# Bedelio
El bedelio es una gomorresina que se presenta en masas redondas rojizas o verdosas, de fractura desigual y como de cera. El olor es aromático y el sabor amargo y acre. Es producto de un árbol que crece en Oriente y en Arabia, que es la Commiphora africana. 
Es fortificante, atenuante y antiespasmódica administrada interiormente, pero se usa poco de este modo. Se propina algunas veces en los lamparones cuando existen en los animales de una naturaleza irritable. Exteriormente, se emplea en los ungüentos y en las cargas fortificantes para resolver los tumores duros, en las desgarraduras de los tendones o sirve igualmente para favorecer la resolución de las contusiones y fortificar las fracturas.